# Angraecum modicum
Angraecum modicum är en orkidéart som beskrevs av Victor Samuel Summerhayes. Angraecum modicum ingår i släktet Angraecum och familjen orkidéer.
Artens utbredningsområde är Liberia. Inga underarter finns listade i Catalogue of Life.